# 社寮甘泉井
社寮甘泉井，位於臺灣南投縣竹山鎮山崇里，與相鄰的石頭公一同列為南投縣歷史建築。

## 狀況
位在竹山鎮社寮山區的甘泉井，深度雖然只有五尺，但水面較旁邊溪流的水面高出不少，泉水終年不斷。臺灣大學地質研究所曾調查山崇里的車籠埔斷層，發現突出的濁水溪河床砂層。甘泉井相隔一旁還有石頭打造的神像，居民推測可能與甘泉井同年代外，過去庄內居民出生、結婚、死亡，都必前往稟報祝禱，是當地的信仰中心。

## 歷史

### 古井由來
倪贊元《雲林縣採訪冊》：「甘泉井在縣東四十餘里社藔頂埔前福中堂駐兵大營邊。泉清而甘，大旱不涸。前台灣總鎮吳光亮閱兵過此，飲而甘之，遂為鳩工修築，四面皆環以石。因水甘，遂以『甘泉』名井。」
林爽文事件，乾隆五十二年（1787年）末，福康安軍隊為包圍鹿谷鄉小半天的林爽文軍，除大營進駐東埔臘（今竹山鎮延平里），令葉有光駐藤湖口（今竹山鎮延平里藤湖巷）、普吉保駐科仔坑口、普爾普駐科仔坑（今竹山鎮德興里）、琢靈阿駐林圯埔（今竹山鎮市區）、謝廷選駐流藤坪（今竹山鎮田子里）等，為此飲水問題亟需解決。依據《雲林縣採訪冊》推斷，甘泉井應是福安康軍在駐兵營邊開鑿時所留下。
社寮是八通關古道支線，自後埔子翻越蜈蚣嶺至粗坑底，直到新寮附近才與林圯埔出發的主線會合。依文獻，當時吳光亮閱兵經過社寮，覺得此井水甘美，因此取名為「甘泉井」。

### 社區營造

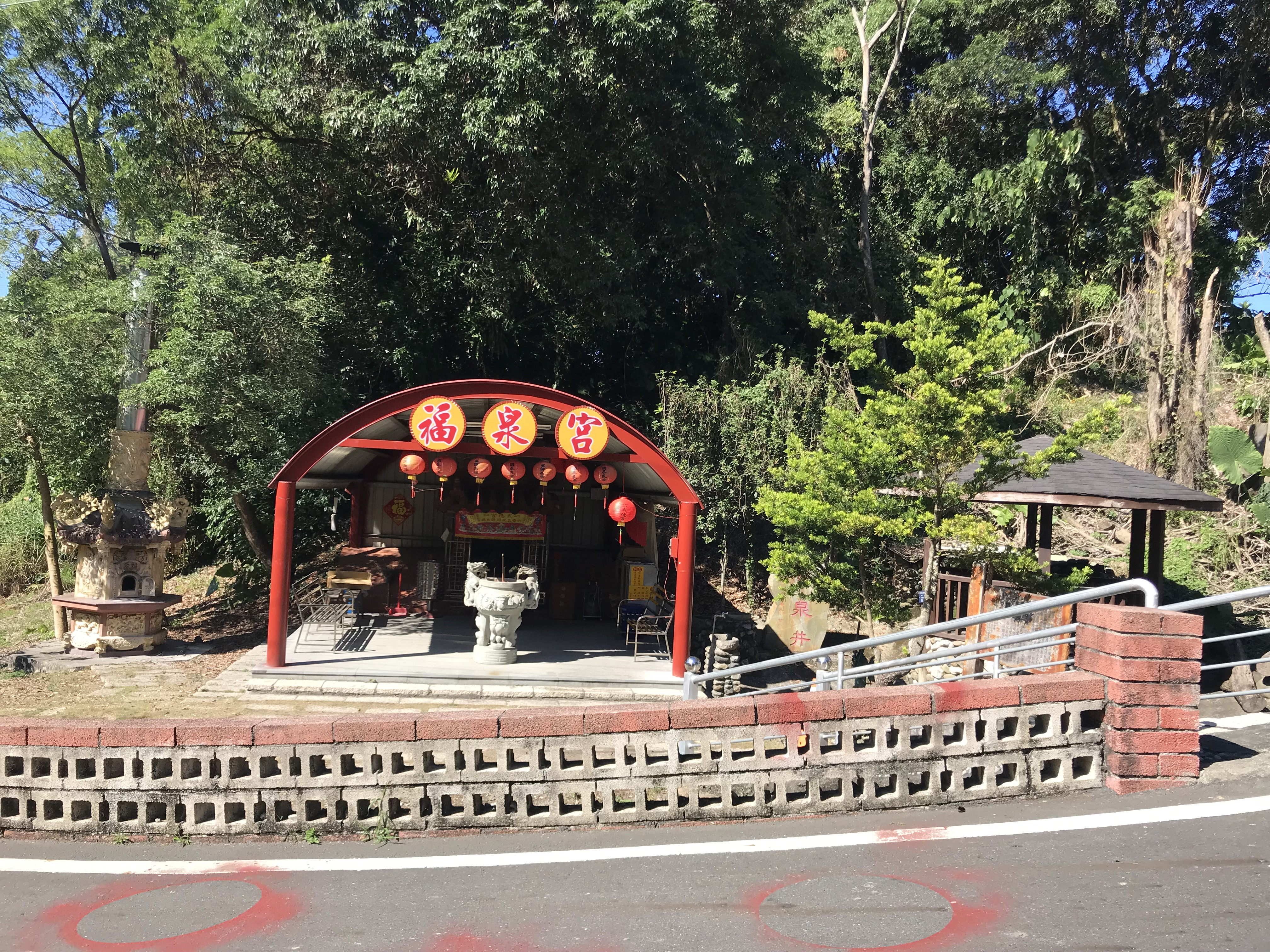
福泉宮與甘泉井

九二一大地震後，1999年9月30日，文建會二處處長林登讚等人來社寮訪視，以推動社群營造來安撫震災後的人心。次年9月7日，藉由當竹山紫南宮、里民自組的社寮文教基金會出資，竹山鎮公所祕書黃文賢、社寮里社區發展協會總幹事黃新吉等人，在甘泉井旁豎立取自濁水溪溪石的石碑。9月30日，社寮地區社區重建計畫出爐，其中之一是將甘泉井景點美化，作為社區公共休閒空間。甘泉井的原地主黃鎮兵捐地，將該地美化。
2001年7月1日，社寮文教基金會舉行文化活動，在永濟義渡碑、甘泉井、陳武舉人宅等放置戳印，集滿十個就可得到陶藝茶杯，吸引二百多名民眾參加。

### 列為文保

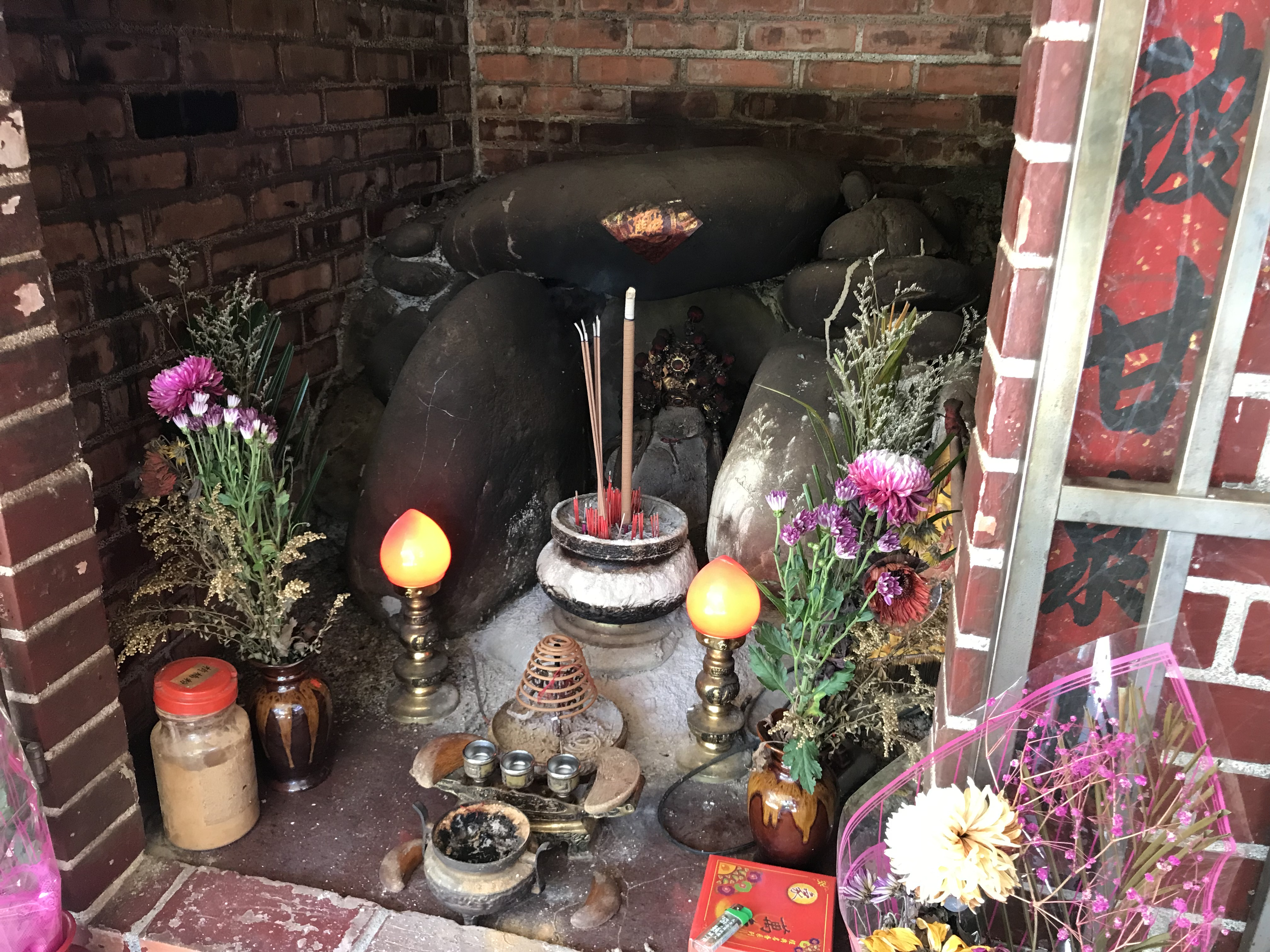
福泉宮石頭公

臺灣歷史建築百景票選期間，2001年10月9日，南投縣文化局公布南投縣歷史建築十景票選，甘泉井入選。2004年6月23日，甘泉井與一旁的石頭公一同被提出作為歷史建築。